# Kuzminec (żupania kopriwnicko-kriżewczyńska)
Kuzminec – wieś w Chorwacji, w żupanii kopriwnicko-kriżewczyńskiej, w gminie Rasinja. W 2011 roku liczyła 299 mieszkańców.